# 德川宗勝
德川宗勝（日语：／ Tokugawa Munekatsu，1705年7月22日—1761年7月23日），日本江戶時代中期大名，尾張藩第八代藩主、御三家之一尾張德川家第八代當主。父親是尾張藩第二代藩主德川光友第十一子尾張藩支流川田久保家的初代當主松平友著，母親為湯本氏繁（圓珠院），正室為尾張藩第四代藩主德川吉通之女三姫（寶蓮院）。乳名代五郎，初名友相、後改為友淳。官位為從三位權中納言、右近衛權中將、右兵衛督、但馬守、左近衛少將。德川宗勝亦是第四代藩主德川吉通、第六代藩主德川繼友及第七代藩主德川宗春的堂弟。

## 生平
享保11年（1726年）12月16日，松平宗勝任職從五位下但馬守。享保17年（1732年），他以尾張藩的支藩高須藩藩主松平義孝的養嗣子身份成為高須藩第三代藩主，當時改名為松平義淳。
尾張藩的第七代藩主德川宗春於元文4年（1739年）被將軍德川吉宗強制要求謹慎隱居，吉宗任命松平義淳為尾張藩第八代藩主，並取名德川宗勝。高須藩主由他的第三子松平義敏繼承。宗勝推反德川宗春的經濟政策，回復第六代藩主德川繼友時的政策，收縮對藩的支出，獎勵學術並設立學問所。
寶曆11年（1761年）6月22日、當時57歳的德川宗勝逝世、由次子德川宗睦繼任為尾張藩藩主。
德川宗勝的法號為賢隆院恩譽慈性源戴大居士。